# 波美拉尼亚省 (普鲁士)

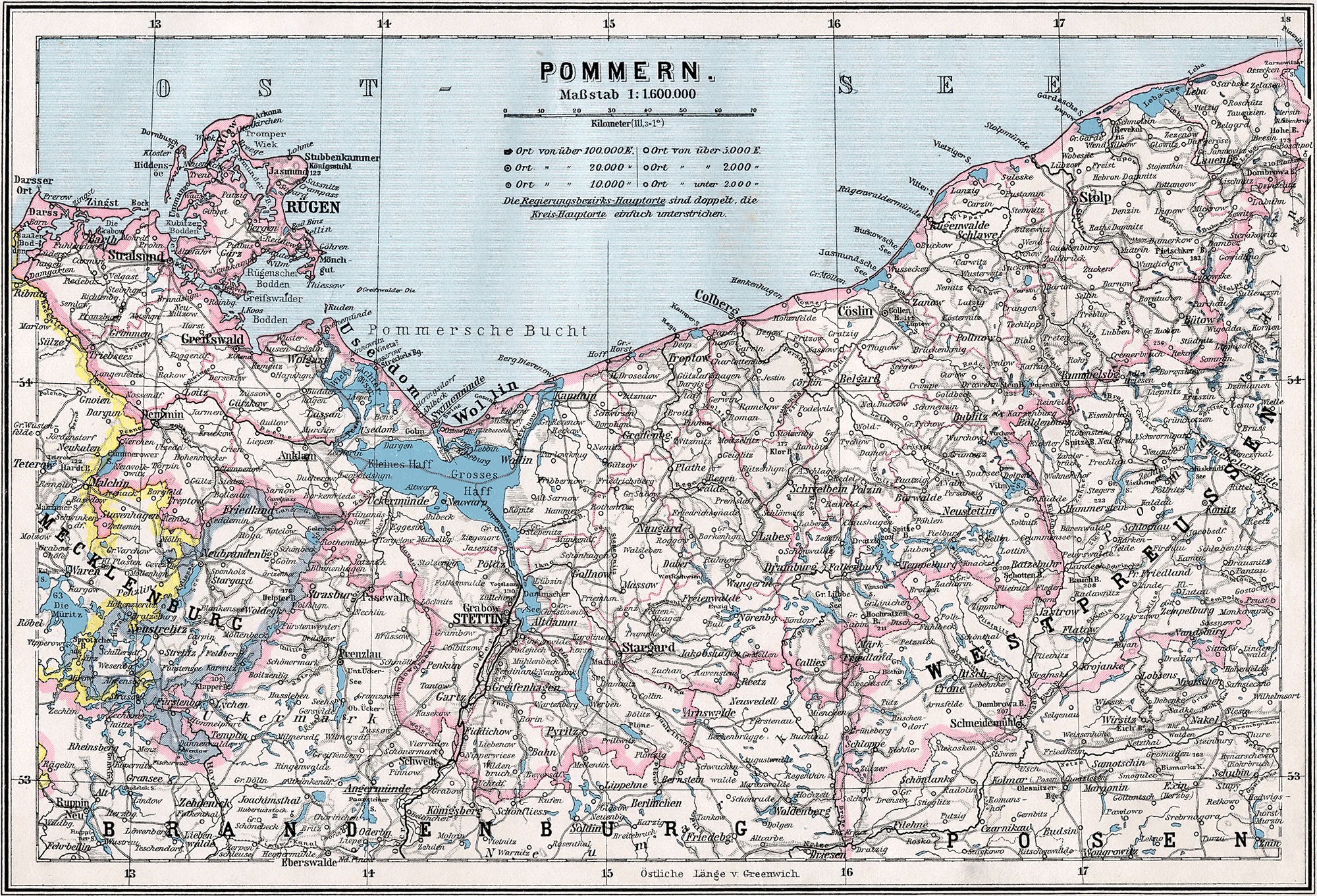
1905年的波美拉尼亚省地图

波美拉尼亚省（德語：Provinz Pommern）是1815年至1946年间普魯士王國和及后的普鲁士自由邦的一个省分。此省是由1648年威斯特伐利亚和约之后分别由勃兰登堡和瑞典统治的中波美拉尼亚及瑞属波美拉尼亚（「西波美拉尼亚」）所组成。瑞典在1814年的基尔条约中曾想波美拉尼亚让给丹麦，但条约并没有被遵守，次年维也纳会议后波美拉尼亚被转让到普鲁士。
第二次世界大战后波美拉尼亚全境被苏军占领，奥得河-尼斯河线以东的波美拉尼亚以及斯德丁周边被割让给波兰。1949年剩余的波美拉尼亚地区成为东德的一部分，1990年两德统一后波美拉尼亚与梅克伦堡合并，组成了新的梅克伦堡-前波莫瑞联邦州。

## 其它连结
- Gemeindeverzeichnis Deutschland 1900 （页面存档备份，存于） （德文）